# Dentistyla
Dentistyla is een geslacht van weekdieren uit de klasse van de Gastropoda (slakken).

## Soorten
- Dentistyla asperrima (Dall, 1881)
- Dentistyla dentifera (Dall, 1889)
- Dentistyla sericifilum (Dall, 1889)